# Aaliyah: The Princess of R&B
Aaliyah: The Princess of R&B ist ein US-amerikanischer Fernsehfilm aus dem Jahr 2014 und die Verfilmung des Lebens der gleichnamigen Sängerin Aaliyah. Der Film basiert dabei auf dem Bestseller Aaliyah: More Than A Woman von Christopher Farley. Die Ausstrahlung des Films auf Lifetime fand am 15. November 2014 statt. Die Premiere verfolgten 3,22 Millionen Zuschauer. Der Film erhielt überwiegend negative Kritiken und Bewertungen.

## Handlung
Der Film erzählt die Geschichte der Sängerin Aaliyah, die, aus armem Elternhaus mit einer harten Kindheit, zu einer der erfolgreichsten und berühmtesten R&B-Sängerinnen der Welt wird, bis hin zu ihrem tragischen Tod im Jahr 2001.

## Produktion
Mitte Juni 2014 kündigte der Fernsehsender Lifetime für den Herbst 2014 an, einen Fernsehfilm über die verstorbene R&B-Sängerin Aaliyah zu produzieren. Als Hauptdarstellerin präsentierte man die US-amerikanische Schauspielerin und Sängerin Zendaya, die für den Film vier Songs neu aufnehme wird. Nach Bekanntgabe der Produktion gab es heftige Proteste von der Familie Aaliyah und von Fans.
Am 29. Juni 2014 gab Zendaya offiziell bekannt, dass sie aus dem Film ausgestiegen und die Zukunft des Filmes unklar sei. In einem späteren veröffentlichten Video äußerte sich Zendaya folgendermaßen über ihren Ausstieg: „Der Grund, wieso ich mich dazu entschlossen habe, den Aaliyah-Film nicht zu machen, hat nichts mit den Leuten zu tun, die mir gesagt haben, dass ich es nicht könnte oder nicht talentiert genug sei oder nicht schwarz genug sei. Der Grund war, weil die Produktion nicht hochwertig genug war und es Probleme mit den Musikrechten gab und ich das Gefühl hatte, dass das nicht gut genug gehandhabt wurde (…) Ich habe mein Bestes gegeben, die Familie zu erreichen und habe einen Brief geschrieben, aber es gelang mir nicht und daher fühlte es sich für mich moralisch falsch an. (…)“.
Mitte Juli 2014 wurden die Produktionen zum Film wieder aufgenommen und man verpflichtete Alexandra Shipp für die titelgebende Hauptrolle. Die Dreharbeiten zum Film haben Ende Juli 2014 begonnen. Im August wurde bekannt, dass die Rollen für Timbaland und Missy Elliott mit den Schauspielern Izaak Smith und Chattrisse Dolabaille besetzt wurden.